# Mydaea orthonevra
Mydaea orthonevra är en tvåvingeart som först beskrevs av Macquart 1835.  Mydaea orthonevra ingår i släktet Mydaea och familjen husflugor. Arten är reproducerande i Sverige. Inga underarter finns listade i Catalogue of Life.